# Wind Climbing 〜風にあそばれて〜
「Wind Climbing 〜風にあそばれて〜」は、1994年11月10日に発売された奥井亜紀のシングル。

## 概要
朝日放送制作・テレビ朝日系テレビアニメ『魔法陣グルグル』のエンディングテーマに使用され、オリコンチャートに初めて入った楽曲。エンディングテーマに使われているのは2コーラス目である。
2017年にテレビ東京系でリメイクされた『魔法陣グルグル』の後期エンディング曲である中川翔子の『Magical Circle』には、TECHNOBOYS PULCRAFT GREEN-FUNDによりアレンジされた本楽曲が収録されたほか、同作最終話の挿入歌としても使用された。

## 収録曲
1. Wind Climbing 〜風にあそばれて〜 - 作詞・作曲：奥井亜紀　編曲：小野寺明敏
  - テレビ朝日系アニメ『魔法陣グルグル』エンディングテーマ
    - このほか、TBSラジオ『シンデレラドリーム ミッドナイト☆パーティー』金曜日・「東京深夜探検隊」のエンディングテーマにも使用された。
2. 愛はかける - 作詞・作曲：奥井亜紀　編曲：小野寺明敏
3. Wind Climbing 〜風にあそばれて〜（オリジナルカラオケ）